# Колоколин
Колоко́лин (укр. Колоколин) — село в Букачёвской поселковой общине Ивано-Франковского района Ивано-Франковской области Украины.
Население согласно переписи 2001 года составляло 682 человека. Занимает площадь 12,666 км². Почтовый индекс — 77060. Телефонный код — 3435.